# Szabadi Katalin
Szabadi Katalin (Budapest, 1954. május 24. – Budapest, 2025. február 7.) festőművész, író.

## Életpályája
Képzőművészeti tanulmányokat a budapesti Képző- és Iparművészeti Szakközépiskolában (1968-1972), ahol mesterei  Csákvári Nagy Lajos és  Mészáros Dezső voltak. Ezután a  Dési Huber Szabadiskolában tanult.  Ausztriában járt tanulmányúton. Íróként Mezei András közvetlen munkatársa, a C.E.T. irodalmi-gazdasági folyóirat szerkesztőbizottsági tagja volt 2008. augusztusig. 

## Tagságai
- 1989-ben felvették a Fiatal Képzőművészek Stúdiójába és a Magyar Alkotóművészek Országos Egyesületébe.
- 1993 óta tagja a Kőbányai Képzőművészek Egyesületének,
- 2000-ben alapítója volt a Zuglói Képzőművészek Társaságának;
- 2005-ben a Művészetbarátok Egyesülete választotta tagjai közé.
- A Töreki Művésztelep munkájában 2005-ben és 2006-ban vett részt.

## Díjai, elismerései
Festményeit 2009-ben az Országos Kortárs Egyházművészeti Kiállításon Ezüst diplomával, 2010-ben az Országos Kortárs Tájképfestészeti Biennálén Bronz diplomával, 2010-ben az Önvallomás - Önarckép Biennálén Mecénás-díjjal méltatták.

## Egyéni kiállításai
- 1975 Marczibányi téri Szabadidő Központ, Budapest
- 1985 Művelődési Ház, Csorvás
- 1986 FMK, Budapest (megnyitotta: Juhász Ferenc Kossuth-díjas költő)
- 1986 Általános Művelődési Központ, Nagykovácsi
- 1987 Galéria 11, Budapest
- 1988 Budavári Nagyboldogasszony /Mátyás/ Templom altemploma, Budapest - megnyitotta: Dr. Farkas Attila érseki tanácsos, művészettörténész
- 1989 Erzsébetvárosi Kisgaléria, Budapest
- Tégla Galéria, Békéscsaba
- 1990 Békési Galéria, Békés
- 1995 Torriano Meeting House, London
- 1997 Torriano Meeting House, London; Szabó Ervin Könyvtár, Budapest
- 1996 Faluház, Biatorbágy (Weinacht Péterrel)
- 2002 Iszaptól a csillagokig, Újpest Galéria, Budapest
- 2005 Bank Center - Szalóky A. Galéria, Budapest.
- 2006. Pataky Körgaléria, Budapest; Haláltánc-ballada című kiállítás a Sufni Kávéházban (alapította: Varnus Xaver orgonaművész), megnyitotta: Mezei András költő (vándorkiállítás)
- 2007. Erzsébetligeti Színház, Budapest; Művészetek Völgye - Haláltánc-ballada című kiállítás és előadás - Szakácsi Sándor CELLA című monodrámájának vetítésével egybekötve;

Monostorapáti Önkormányzat díszterme: Haláltánc-ballada című kiállítás; Pataky Művelődési Ház, Artotéka: Haláltánc-ballada című kiállítás,
a kiállítást bezárta: Koppány Zsolt költő; CET Büro Galéria; Hilton - Dominikánus Kerengő, megnyitotta:
Börcsök Mária történész, Mezei András költő és Feledy Balázs művészeti író
- 2008. Pataky Galéria, megnyitotta Dr. Pogány Gábor művészettörténész.
- 2008. augusztus Symbol Art Galéria, megnyitotta: Dr. Feledy Balázs művészettörténész
- 2008. október Kálmán Imre Múzeum
- 2009. március Kolta Galéria
- 2009. Csengey Dénes: A cella - emlékest és kiállítás őze Áron színművésszel közösen, Szakácsi Sándor színművész emlékére, a monodrámához készült képekből a Symbol Art Galériában
- 2010 január Újpest Galéria - megnyitotta: Feledy Balázs művészeti író